# Język tanimbili
Język tanimbili (a. tanibili), także nyisunggu – język austronezyjski używany na wyspie Utupua w granicach Wysp Salomona. W 1999 r. posługiwało się nim 15 osób, mieszkańców wsi Tanibili.
Pod względem morfologii jest zbliżony do dwóch pozostałych języków wyspy, amba (nembao) i asumboa.
Zagrożony wymarciem. Do jego zaniku przyczyniła się presja ze strony innych języków (amba, asumboa i neosalomońskiego). 